# Cypris bispinosa
Cypris bispinosa är en kräftdjursart som beskrevs av Lucas 1849. Cypris bispinosa ingår i släktet Cypris och familjen Cyprididae. Inga underarter finns listade i Catalogue of Life.